# Walter Furrer
 (août 2024).
Si vous disposez d'ouvrages ou d'articles de référence ou si vous connaissez des sites web de qualité traitant du thème abordé ici, merci de compléter l'article en donnant les références utiles à sa vérifiabilité et en les liant à la section « Notes et références ».
Walter Furrer (né le 28 juillet 1902 à Plauen et mort le 22 février 1978 à Berne) est un compositeur et chef d'orchestre suisse.

## Biographie
Walter Furrer est né le 28 juillet 1902 à Plauen dans le Vogtland. Ses parents sont l'ingénieur suisse et plus tard directeur de l'usine fédérale d'armement Adolf Furrer (1873-1958) et Martha Riedel, la fille aînée de l'enseignant et poète du dialecte du Vogtland Louis Riedel.
Walter Furrer passe son enfance et sa jeunesse à Berne, où il suit des cours de piano dès ses premières années d'école. Son professeur le plus important est le pianiste suisse Oskar Ziegler, qui a ainsi une influence durable par son attitude positive envers l'avant-garde compositionnelle. Après l'obtention de son diplôme de l'école secondaire municipale de Berne, Walter Furrer effectue quelques semestres de philologie à l'Université de Lausanne. Il part ensuite à Paris pour étudier pendant deux ans dans la classe de contrepoint de Nadia Boulanger à l'École Normale de Musique. Suit un engagement en tant qu'accompagnateur et chef de chœur à Gotha. C'est là qu'il créé ses premiers cycles de chansons, sur la base de textes de Christian Morgenstern, Gottfried Keller et August Stramm.
Les développements politiques en Allemagne l'obligent à retourner en Suisse, où il travaille pendant vingt-cinq ans au Théâtre municipal de Berne en tant que chef de chœur et chef d'orchestre puis, à partir de 1957, pendant dix ans au Studio Radio Berne en tant que chef d'orchestre, chef de chœur de la station de radio.
L'œuvre de Walter Furrer est très diversifiée. Surtout pendant son travail au Studio Radio Berne, il écrit également un certain nombre d'œuvres de commande, comme Der Schimmelreiter. Radiophantasie nach der gleichnamigen Novelle von Theodor Storm mit Sprechrollen, einer Gesangspartie, Chor und grossem Orchester ( "Fantaisie radiophonique sur la nouvelle éponyme de Theodor Storm avec voix parlées, une voix chantée, choeur et grand orchestre", livret de Walter Beutter), diffusée pour la première fois le 31 octobre 1960, la Nuit du Quatember, ou Eine Radioballade nach einer Walliser Sage für Kammerorchester, Orgel, Soli, Chor, Kinderchor und Sprechrollen (livret de Kurt Weibel ; première diffusion le 6 janvier 1965) ainsi que de nombreuses musiques de pièces radiophoniques . En ce qui concerne les compositions commandées par le Théâtre municipal de Berne, les trois chœurs religieux de Faust I pour chœur mixte et orgue obligé (1940, édité par Gebr. Hug u. Co., Zurich et Leipzig) méritent une mention particulière.
Parmi les nombreux cycles vocaux, les Sept Chansons pour soprano et piano sur des textes de Theodor Storm et Walter von der Vogelweide (1938), Six fables de La Fontaine pour baryton, clarinette, alto et violoncelle (1939), Sources du vent, sept mélodies pour se démarquer soprano et orchestre sur des textes du symboliste français Pierre Reverdy (1966) et les six chansons turques pour baryton et orchestre de chambre sur des textes de Wasif Enderuni, Ahmed Haschim, Orhan Veli et Jahja Kemal (1968/1669).
Il existe également de nombreux chœurs a cappella, des compositions sacrées individuelles telles que Le Chiese di Assisi, nove visioni musicali per organo (1973), des œuvres de concert et surtout les œuvres scéniques Der Faun, opéra en deux tableaux sur des motifs de Felix Timmermans. (créée au Stadttheater Bern le 24 janvier 1947), ainsi que Zwerg Nase, un opéra burlesque en cinq tableaux d'après Wilhelm Hauff (1949/1952), dont il a lui-même écrit le livret. Le compositeur s'est inspiré pour écrire la première œuvre de la nouvelle Le Faune de Noël du poète flamand Felix Timmermans ; le Nez nain s'inspire du conte de fées de Hauff Le Nez nain . Avec des interventions dramaturgiques calculées pour l'effet scénique, il repense soigneusement les modèles épiques car il considére qu'il est important de ne pas détruire les messages centraux intemporels dans les deux cas.
Selon le Lexique du Théâtre de Suisse, Walter Furrer donne à la radio « des impulsions significatives avec de nouvelles formes musicales et dramatiques », et son style est influencé par la Nouvelle musique à Paris ; Une autre caractéristique est qu'il combine « une technique dodécaphonique modifiée avec des éléments folkloriques ». Il le commente lui-même dans l'essai de quinze pages Mes années d'études à Paris, qu'il écrit à l'occasion de son 70e anniversaire, que  Studio Radio Bern diffuse en 1972 dans deux programmes enrichis d'exemples musicaux. Dans son numéro de novembre 2014, le journal musical suisse publie une partie de ce texte illustrant la vie musicale parisienne des années 1920 et le met en ligne dans son intégralité.
Plus de 200 arrangements de chansons folkloriques suisses dans les quatre langues nationales avec accompagnement au piano, un domaine de l'œuvre musicale de Walter Furrer. La maison d'édition Müller & Schade, Berne, le publie sous le titre Maisänger chante des airs folkloriques dans les mouvements de Walter Furrer . Inspiré par les études folkloriques hongroises de Béla Bartók, Furrer décide, alors qu'il était encore à Paris, de "faire quelque chose de similaire pour le bénéfice du folklore suisse". Après plusieurs années de travail intensif de collecte et d'arrangement, il se forme à Berne dans les années 1930. Au début du XIXe siècle, un groupe de solistes composé de trois voix féminines et d'une voix masculine se forme avec des chanteurs professionnels, qui jouit pendant de nombreuses années d'une grande popularité à la radio et dans les concerts publics.
La fille du compositeur, Beatrice Wolf-Furrer, fait don de l'intégralité du patrimoine compositionnel, y compris des documents tels que correspondance, critiques, contrats, etc., à la Burgerbibliothek Bern  en juin 2012.

## Catalogue des œuvres

### Œuvres dramatiques
- Weg ins Leben, ballet, 1939 (création en 1952)
- Das Zauberhorn, ballet, 1939
- Der Faun, opéra en deux tableaux d'après des motifs de Felix Timmermans, 1944/45 (création le 24 janvier 1947)
- Zwerg Nase, opéra burlesque en cinq tableaux d'après Wilhelm Hauff, 1949/52
- Der Schimmelreiter, fantaisie radiophonique basée sur la nouvelle du même nom de Theodor Storm avec voix parlées, chant, chœur et  grand orchestre, livret de Walter Beutter, 1958 (première diffusion le 30 octobre 1960)
- Quatembernacht, ballade radiophonique basée sur une légende valaisanne transmise par Johannes Jegerlehner pour orchestre de chambre, orgue, solistes, chœur, chœur d'enfants et voix parlées, livret de Kurt Weibel, 1964 (première diffusion: 6 janvier 1965)

### Chansons/cycles de chansons
- Fünf Totentanzlieder, pour alto et piano, d'après des textes de Christian Morgenstern, 1927
- Alte Weisen, douze chansons pour alto et orchestre, d'après des textes de Gottfried Keller, 1928
- Trois chansons pour alto et clarinette, d'après des textes d'August Stramm, 1929
- Trois chansons enfantines pour voix de garçon et piano, d'après des textes de Güll, 1934
- Sept chansons pour soprano et piano, d'après des textes de Theodor Storm et Walter von der Vogelweide, 1938
- Six fables de La Fontaine, pour baryton, clarinette, alto et violoncelle, 1939
- Quatre chansons pour voix alto et piano, d'après des textes de Theodor Storm, 1943
- Über jedem Neste, Fughetta pour voix de garçon a cappella, d'après un texte de Joseph Victor Widmann, 1954 (publié dans Liederhefte für Bernische Sekundarschulen et Pro-gymnasien, numéro 5, Staatlicher Lehrmittelverlag, Berne 1958)
- Sources du vent, sept mélodies pour soprano et orchestre, d'après des textes de Pierre Reverdy, 1966
- Die Stunde schlug, quatre chansons pour voix moyenne/soprano et piano, d'après des textes de Theodor Storm, 1966
- Türkische Lieder, six chansons pour baryton et orchestre de chambre, d'après des textes de Wasif Enderuni, Ahmed Haschimi, Orhan Veli et Jahja Kemal, traduites en allemand par Annemarie Schimmel, 1968

- Chœurs d'hommes a cappella, Stimmen aus dem Leunawerk,, texte Bauer, 1928
- Deux chœurs sur des textes de Schönlank ( Sause, Riemen ) et Ernst Toller ( Marschlied ), 1933
- Stimmen der Nacht, pour chœur mixte a cappella, texte Peter Bratschi, 1934
- Pan, suite pour chœur d'hommes a cappella, texte Shepherd, 1935
- Tüf im Tal, pour chœur mixte a cappella, texte de Peter Bratschi, 1938 ; Müller & Schade, Berne
- Trois chœurs religieux de Faust I (Goethe) pour chœur mixte et orgue obligé ( Mater dolorosa Dies irae, Chorus ad diem festi Paschae ), 1940, Gebrüder Hug, Zurich et Leipzig
- Trois chœurs sur des textes de Petzold ( Der Strom ), Vanzetti ( Vision ) et Jacoby ( Weltgebot ), 1942, SASB (Association suisse de chant des travailleurs)
- Zwei Schmiedelieder pour chœur mixte a cappella ( Anvil Ringing, Young Smithy Song ), texte de Peter Bratschi, 1944, SASB
- Hütet das Licht, pour chœur mixte a cappella, texte de A. Wagner, 1944, SASB
- Trois chœurs de femmes a cappella d'après des textes de Nobs-Hutzli ( Berceuse ) et Hesse ( Gavotte, Berceuse ), 1948, SASB et Folda
- Seul, pour chœur d'hommes a cappella, texte Peter Bratschi, 1949, Copyright SASB
- Dans les forges, pour chœur d'hommes et chœur de garçons a cappella, texte Peter Bratschi, 1949, SASB

### Pièces de concert
- Variations thématiques pour piano, 1926
- Trois croquis de journal, pour grand orchestre, 1927
- Scherzo drôlatique, pour grand orchestre (arrangement de concert du ballet des cuisiniers de Zwerg Nase ), 1955, première publique en 1973 à Aix-la-Chapelle. Enregistrement sonore de 1960 avec l'Orchestre de la Radio Beromünster sous la direction du compositeur de Neo. MX3
- Musique de salle pour flûte, hautbois et quatuor à cordes, 1966
- Der Schimmelreiter, poème symphonique pour grand orchestre basé sur la fantaisie radiophonique du même nom, 1965. Prise de son de 1965 avec l'Orchestre della Svizzera Italiana sous la direction du compositeur de Neo. MX3
- Musique pour cordes, 1974 (commande de la ville de Berne)
- Interlude de l'opéra Le Faune pour grand orchestre, 1977

- Amour, motet, texte de P. Kästner, 1953, copyright SASB
- Psaume 142 pour soprano et orgue, 1967
- Psaumes 102 et 27 pour alto, hautbois et orgue, 1968
- Le chiese di Assisi, nouvelles visions musicales pour organo, 1973

En outre, de nombreuses œuvres commandées ont été créées sous forme de musique de scène et de pièce radiophonique.

### Médias
- Walter Furrer - sélection d'usine. CD audio, enregistré à SRF 2 Kultur le 19/20. Juin 2018. Coproduction de Müller & Schade et Beatrice Wolf-Furrer, Berne 2018.

## Littérature
- Ingrid Bigler-Marschall: Walter Furrer. In: Andreas Kotte (Hrsg.): Theaterlexikon der Schweiz. Band 1, Chronos, Zürich 2005,  (ISBN 3-0340-0715-9), S. 663.
- Tamara Ackermann, Vision – die Kompositionsvorstellungen des Schweizerischen Arbeitersängerverbands am Beispiel der Arbeiterlieder von Walter Furrer (1902-1978). Masterarbeit. Universität Basel, 2018.
- Walter Furrer, ein zu Unrecht vergessener Komponist. Biografischer Abriss von Beatrice Wolf-Furrer. Müller & Schade AG, Bern 2018.